# Nacho Monreal
Ignacio "Nacho" Monreal Eraso (Pamplona, 26 de fevereiro de 1986) é um ex-futebolista espanhol que atuava como lateral-esquerdo. Iniciou a carreira no Osasuna onde permaneceu até 2011, quando transferiu-se ao Málaga. Entre 2013 e 2019 jogou pelo Arsenal.

## Seleção Espanhola
Em 2007, Monreal ganhou sua primeira chamada para Espanha sub-21. Ele começou todos os jogos na Euro Copa Sub-21 de 2009, em uma eventual saída da fase de grupos. Em 6 de agosto de 2009 Monreal foi chamado pela primeira vez à seleção principal, para um jogo de exibição contra a Macedónia. Ele jogou os últimos 15 minutos no lugar de Joan Capdevila em um 3-2. Em 7 de setembro de 2010, no segundo jogo da Espanha depois da Copa do Mundo FIFA de 2010, ele jogou os 90 minutos na derrota por 4-1 para a Argentina. Monreal estava na equipe que chegou à final da Copa das Confederações FIFA de 2013 no Brasil, embora fosse reserva de Jordi Alba do Barcelona. Ele começou nos últimos dois jogos do grupo, começando com uma vitória por 10-0 sobre Taiti no Maracanã onde deu uma assistência para o gol de David Villa.

## Títulos
Arsenal
- Copa da Inglaterra: 2013–14, 2014–15, 2016–17
- Supercopa da Inglaterra: 2014, 2015, 2017

Real Sociedad
- Copa do Rei: 2019-20